# Krasivaja Meča
La Krasivaja Meča (in russo Краси́вая Ме́ча?) è un fiume della Russia europea centro-meridionale (oblast' di Lipeck e di Tula), affluente di destra del Don.
Nasce dal versante orientale del Rialto centrale russo, nella parte meridionale dell'oblast' di Tula; scorre con direzione mediamente sudorientale attraverso i rilievi collinari del Rialto centrale, sfociando nel Don dopo 244 chilometri di percorso, pochi chilometri a valle della cittadina di Lebedjan.
Il fiume è gelato, mediamente, da fine novembre/inizio dicembre a fine marzo/inizio aprile; la primavera è la stagione in cui si hanno le piene annuali, durante le quali la portata d'acqua nel basso corso può superare i 1.300 m³/s.
Il principale centro urbano toccato dalla Krasivaja Meča lungo il suo percorso è la cittadina di Efremov, nell'oblast' di Tula.